# Сен-Сильвестр (Ардеш)
Сен-Сильве́стр (фр. Saint-Sylvestre, окс. Sant Sylvestre) — коммуна во Франции, находится в регионе Рона — Альпы. Департамент коммуны — Ардеш. Входит в состав кантона Сен-Пере. Округ коммуны — Турнон-сюр-Рон.
Код INSEE коммуны — 07297.

## Население
Население коммуны на 2008 год составляло 475 человек.
| 1962 | 1968 | 1975 | 1982 | 1990 | 1999 | 2008 |
| ---- | ---- | ---- | ---- | ---- | ---- | ---- |
| 507  | 475  | 385  | 363  | 334  | 350  | 475  |

## Экономика
В 2007 году среди 278 человек в трудоспособном возрасте (15—64 лет) 208 были экономически активными, 70 — неактивными (показатель активности — 74,8 %, в 1999 году было 65,5 %). Из 208 активных работали 197 человек (119 мужчин и 78 женщин), безработных было 11 (4 мужчин и 7 женщин). Среди 70 неактивных 18 человек были учениками или студентами, 24 — пенсионерами, 28 были неактивными по другим причинам.

## Достопримечательности
- Часовня Сен-Мартен-де-Галежа
- Замок Сен-Сильвестр
- Римский мост

## Фотогалерея
- Сен-Сильвестр
- Замок Сен-Сильвестр
- Мэрия
- Карта коммуны